# Mentorstvo
Mentorstvo je proces, v katerem izkušenjsko bogat posameznik pomaga mlajšemu pri njegovem razvoju in napredku ter proces usmerjanja in vodenja mladega neizkušenega človeka z nasveti in pojasnili.  Mentor je oseba, ki je vredna zaupanja in ki podpira, vodi in svetuje ter prenaša svoje znanje in spretnosti na manj izkušenega posameznika. Bistvo mentorstva je učenje praktične narave, torej učenje o aktualnih stvareh. Poleg tega je mentorstvo tudi proces delovne socializacije ter seznanjanje posameznika z organizacijsko kulturo organizacije. Skozi proces mentorstva, ki večinoma poteka v dvoje, se izpopolnjujeta tako mentor kot tudi učenec. Velikokrat je mentorstvo neformalni proces, ki poteka nezavedno.
Poznamo dva tipa mentorjev:
Prvi so mentorji, ki delujejo usmerjevalno in po vnaprej določeni poti in shemi učnih
epizod sistematično vodijo do znanja, drugi pa so neusmerjevalni mentorji, ki delujejo bolj sproščeno in odprto, prepuščajo mentorstvo sprotnim situacijam in poskušajo vključiti v proces učenja različne pristope.

#### Izvor besede mentor in mentorstvo
Beseda mentor izhaja iz grške legende o starem izkušenem možu Mentorju. Mentor je bil Odisejev prijatelj, kateremu je Odisej ob odhodu v trojansko vojno zaupal skrb za dom in vzgojo sina Telemaha. Odiseju je bil Mentor vodnik in vzgojitelj. Beseda mentor torej predstavlja vodjo, učitelja, vzgojitelja, svetovalca mlademu človeku, ki ima manj izkušenj za življenje v družbi.

## Vrste mentorstva
Poznamo štiri vrste mentorstva:
- Postopno obvladanje ene vzgojne naloge

Mentor in učenec imata pri tej obliki mentorstva ločeni vlogi in sicer mentor učenca poučuje, mu demonstrira, ga nadzoruje in inštruira, učenec pa vse mentorjeve napotke sprejema. Na začetku je povsem odvisen od mentorjevega vodenja in se mu povsem prilagaja, kasneje pa postane bolj samostojen.
- Zaporedno obvladanje več vzgojnih nalog, medsebojno povezanih in stopnjevanih po zahtevnosti

Pri tej vrsti ima mentor že v naprej pripravljen načrt delovanja, ki mu sledi. Mentor se poslužuje te oblike mentorstva takrat, ko je cilj oddaljen, dolgoročen in ga ni mogoče naenkrat doseči. Cilju se torej približujeta s pomočjo porazdeljenih enot. Ko oseba doseže cilj, je mentorstvo zaključeno.
- Sprotno oblikovanje zaporedja vzgojnih nalog

To vrsto mentorstva se uporablja, ko mora učenec v svoje učenje in kasneje tudi v naučeno vnesti veliko osebnega, torej na primer, ko se oseba uči neke umetniške zvrsti (slikarstva, glasbe, režiranje ipd.). Na začetku se učenec preda mentorju, ki ga vodi po začrtani poti do cilja. Učenec se mentorju prilagaja, sproti pa si nabira lastne izkušnje. Skozi proces mentorstva postaja učenec vedno bolj kritičen in daje svoje lastne predloge glede tega, kako bi izboljšal svoje znanje. Na koncu učenec preseže mentorja in doseže več kot bi mu mentor lahko nudil.
- Pomoč in podpora mentorirancu pri lastnem oblikovanju in reševanju problemov

Pri tej obliki mentorstva se oseba obrne k mentorju le ko potrebuje pomoč. Oba se morata zavedati, da se bo moral učenec sam spremeniti. Ta oblika mentorstva predstavlja najtesnejši odnos mentorstva, v katerem pogosto pride do identifikacije z mentorjem.

### Stili mentorskega dela
V mentorskem odnosu lahko uporabljamo različne stile vodenja.
Stil, ki je prevladoval v preteklosti se imenuje gospodovalni stil in temelji na poučevanju, strahospoštovanju, gospodovalnosti in ukazovanju. Lahko je učinkovit v določenih okoliščinah predvsem takrat, ko je treba na hitro prekiniti z negativno tradicijo ali z razvado, ki je prisotna v učnem okolju. Dolgoročno ta stil ni produktiven, saj producira strah ter povzroča slabo samodisciplino in slabo samokontrolo, ki sta ključ za samoiniciativnost in samouspešnost. Naslednji stil, ki se ga lahko uporablja, je družinski ali prijateljski stil, za katerega je značilno, da je v ospredju zabava. Takšno vzdušje je zelo prijetno, vendar pa ni produktivno, saj se zadeve začenjajo in zaključujejo preveč lahkotno in neobvezujoče. Zaželen je takrat, ko je treba vnesti v skupino ali pa v odnos med mentorjem in učencem nekaj sprostitve. V okolju, kjer gre za spoznavanje temeljnih veščin in postopkov lahko uporabimo tovariški stil vodenja, ki kaže na odnose relativno visoke profesionalnosti in soodgovornosti. Ta stil v ospredje postavlja odgovornost, soodgovornost, zaupanje, sodelovanje in urejenost medosebnih odnosov. Stil vodenja, ki naj bi bil najprimernejši za mentorstvo je resonančni stil, za katerega je značilno, da se učenci ne prilagajajo naravi in stilu mentorja, ampak se mentor prilagaja osebnostnim lastnostim učenca ter njegovi ravni znanja in usposobljenosti.

## Vloga mentorja
Mentorjeva vloga je spodbujanje strokovnega razvoja učenca, ustvarjanje priložnosti za učenje na področjih komuniciranja, kritičnega mišljenja, odgovornosti, prilagodljivosti ter timskega dela, učenje specifičnih spretnosti, postavljanje izzivov in dodeljevanje odgovornosti, dajanje konstruktivne povratne informacije tako o učenčevih močnih kot šibkih področjih, pomagati razumeti kulturo podjetja, odgovarjati na vprašanja in dosegljivost za pogovor, vzpodbujanje in dajanje podpore, deljenje informacij ter pomagati učencu vzpostaviti mrežo poslovnih stikov.

## Naloge mentorja
Naloga mentorja je, da daje informacije, povratno informacijo, da izrazi svoje mnenje in vzpostavi zaupljiv in spoštljiv odnos. Prav tako je pomembno, da je mentor pripravljen na stalno učenje in izpopolnjevanje. Spodbujati mora tudi ustvarjalnost, saj je le ta izjemno pomembna na delovnem mestu. Mentor mora biti odprt do raznih dilem, pripomb, vprašanj in predlogov. Prav tako mora dobro poznati motivacijske dejavnike, da lahko motivira svojega učenca, pri čemer je pomembno, da zna svojega učenca pohvaliti.

## Lastnosti  mentorja
Splošne lastnosti, ki naj bi jih imeli mentorji so obvladovanje določenega poklica, sposobnost primerno se odzvati različnim potrebam, sposobnost prepoznati ter uskladiti različne ter morda konfliktne namene in sposobnost prepoznati ter se primerno prilagoditi stopnjam mentorskega odnosa. Pomembno je tudi, da imajo mentorji visoko razvito samospoštovanje, da znajo prepoznati in uravnavati svoje vedenje, da so empatični, iznajdljivi, komunikativni, znajo poslušati, so se pripravljeni stalno izobraževati, so pozitivno naravnani ter imajo vodstvene sposobnosti. Za uspešno opravljanje mentorskega dela mora torej mentor imeti strokovne kompetence, znanje didaktike, metodike in psihologije ter smisel za delo z ljudmi.

## Mentorstvo na delovnem mestu
Z mentorstvom na delovnem mestu se manj izkušene pripravnike uvaja v delovno okolje. Cilj mentorstva na delovnem mestu je doseganje želene učinkovitosti podjetja, saj izboljša sposobnosti tako mentorja kot mentoriranca. V Združenih državah Amerike uporabljajo proces mentorstva na delovnem mestu tudi kot pomoč osebam, ki se usposabljajo za vodje ali nove direktorje, kot pomoč vodjam, ki še ne dosegajo postavljenih ciljev, kot način usposabljanja zaposlenih, ki so bili dalj časa odsotni z dela in kot pomoč diskriminiranim skupinam kot so na primer ženske, manjšine ipd., da razvijejo kompetence za prevzem vodilnih položajev v podjetjih.

### Priprava na mentorsko delo na delovnem mestu
Na začetku je potrebno dobro poznavanje dela, ki ga mentor želi posredovati učencu, dobro poznavanje delovnega okolja, institucije v kateri izvajamo proces, poznavanje strukture organizacije in sodelavcev. Učencu se morajo razložiti posamezni koraki in faze, ki vodijo h končnemu cilju ter se z učencem spoznati do te mere, da spoznamo njegovo znanje, dosedanjo usposobljenost in njegove posebnosti. Da bo mentor učinkovit, mora narediti dober načrt oziroma program ter vnaprej pripraviti cilje, katere morata doseči mentor in učenec. Mentor mora učenca naučiti pisati dnevnik o mentorjevem delu, da lahko mentor spremlja svojo učinkovitost, prav tako pa mora spremljati učenca skozi proces praktičnega usposabljanja in ugotavljati dosežene cilje. Učenec tudi sam ocenjuje svoj napredek in podaja kritično oceno lastnega dela ter predlaga morebitne izboljšave. Na koncu procesa mentor primerja dosežene rezultate s cilji, ki smo jih predvideli na začetku mentorskega procesa.

## Mentorstvo brezposelnim
Mentorstvo brezposelnim je precej zahtevno delo, saj že sama brezposelnost predstavlja stresno situacijo. Mentor na tem področju lahko brezposelnim zelo pomaga, saj pozna veščine s področja komuniciranja, učenja pisanja vlog, vodenja pogovorov in drugih veščin, ki jih pri svojem delu prenaša na brezposelne ter jih tako dela samozavestnejše in odpornejše na stres.